# Pierre Vachon
Pour les articles homonymes, voir Pierre Vachon (musicologue) et Vachon.
Pierre Vachon (né à Avignon le 3 juin 1738, mort le 7 octobre 1803 à Berlin) était un compositeur français.
Vachon a composé environ trente quatuors à cordes, différentes œuvres de musique de chambre, des opéras et des pièces orchestrales. Il a étudié le violon avec Carlo Chiabrano (Charles Chabran) à Paris et se produisit pour la première fois le 24 décembre 1756, au Concert Spirituel, en jouant deux de ses concertos pour violon. Il se produisit aussi en tant que premier violon dans l'orchestre du Prince de Conti.

## Sélection d'œuvres
- Op. 1, 6 sonates pour violon et basse continue
- Op. 4, 6 trios pour deux violons et basse continue[1]
- Op. 5 (c. 1775), 6 quatuors à cordes[2]

1. En la majeur
2. En sol mineur
3. En fa mineur
4. En si bémol majeur
5. En la majeur
6. En mi bémol majeur

- Op. 6 (1776 ?), 6 quatuors à cordes, publiés à Londres, différents de l'op. 6 de 1773

1. En ré majeur

- Op. 7 (1773), 6 quatuors à corde[2]

1. En fa majeur
2. En ré majeur
3. En mi bémol majeur
4. En si bémol majeur
5. En ré mineur
6. En do mineur

- Op. 9 (1774), 6 quatuors à cordes (perdus)
- Op. 11 (1782), 6 quatuors à cordes

1. En la majeur
2. En mi majeur
3. En sol majeur
4. En si majeur
5. En fa mineur
6. En do mineur

- Opéra : Renaud D'Ast (Comédie en deux actes avec des ariettes. créée le 12 octobre 1765) [3]
- Comédie mêlée d'ariettes : Les Femmes et le Secret  d'après la fable de Jean de La Fontaine (9 novembre 1767) [1]
- Opéra : Sara, La fermière écossaise (en deux actes) (8 mai 1773) [1]